# Talus-Saint-Prix
Talus-Saint-Prix ist eine französische Gemeinde mit 105 Einwohnern (Stand: 1. Januar 2022) im Département Marne in der Region Grand Est (vor 2016 Midi-Pyrénées). Sie gehört zum Kanton Dormans-Paysages de Champagne (bis 2015 Montmort-Lucy) und zum Arrondissement Épernay.

## Geografie
Talus-Saint-Prix liegt etwa 55 Kilometer südsüdwestlich von Reims. Umgeben wird Talus-Saint-Prix von den Nachbargemeinden Bannay im Norden und Nordwesten, Baye im Norden und Nordosten, Villevenard im Osten, Oyes im Süden und Südosten sowie Corfélix im Westen.

### Bevölkerungsentwicklung
| Jahr                       | 1962 | 1968 | 1975 | 1982 | 1990 | 1999 | 2006 | 2011 | 2018 |
| -------------------------- | ---- | ---- | ---- | ---- | ---- | ---- | ---- | ---- | ---- |
| Einwohner                  | 125  | 110  | 96   | 75   | 75   | 84   | 107  | 103  | 107  |
| Quellen: Cassini und INSEE |      |      |      |      |      |      |      |      |      |

## Sehenswürdigkeiten
- Dolmen und Allée couverte von Le Reclus, seit 1930 Monument historique
- Kirche Saint-Prix, seit 1916 Monument historique
- Zisterzienserkloster Notre-Dame von Le Reclus, 1142 gegründet, 1791 aufgelöst, seit 1968/2012 Monument historique

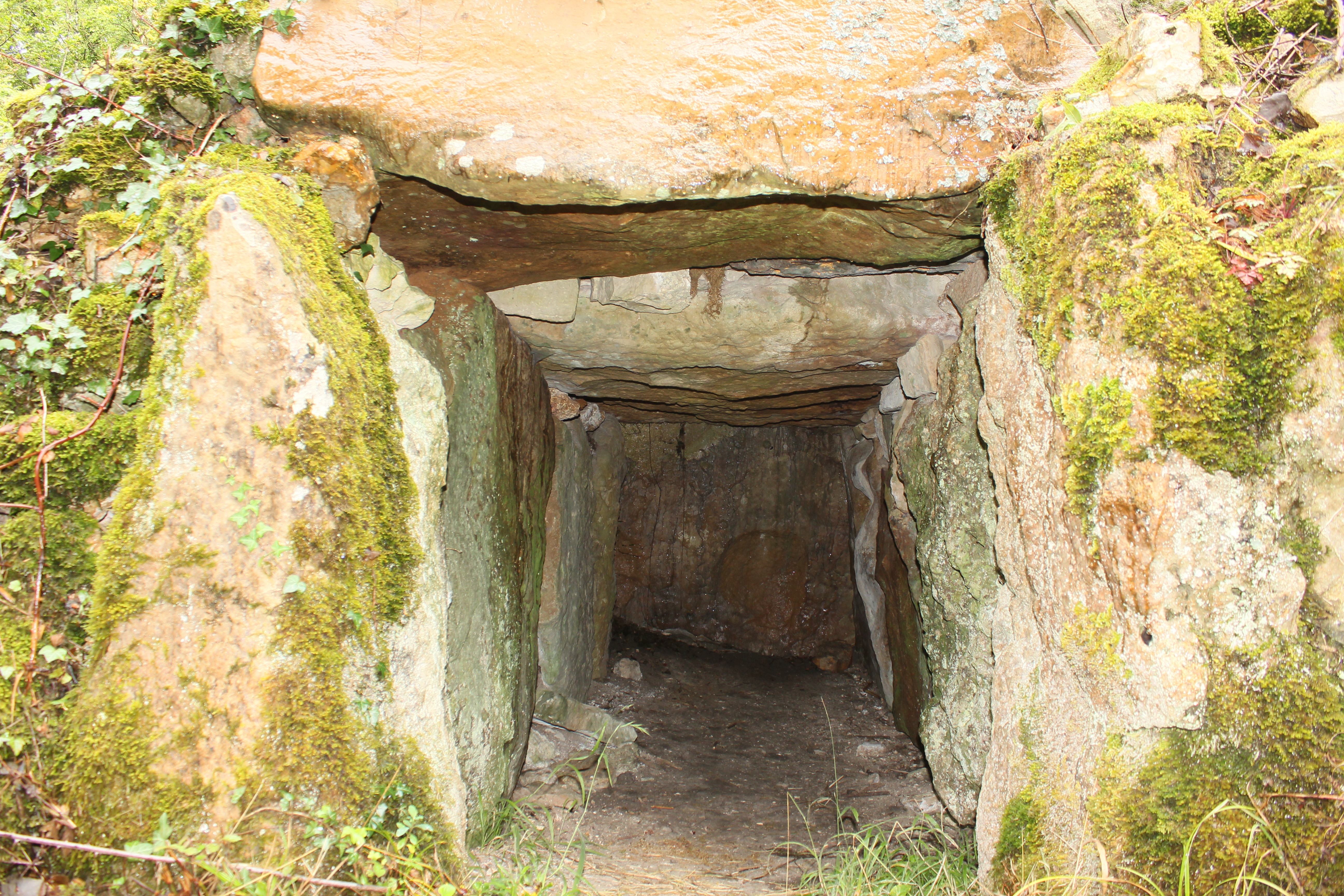
Dolmen
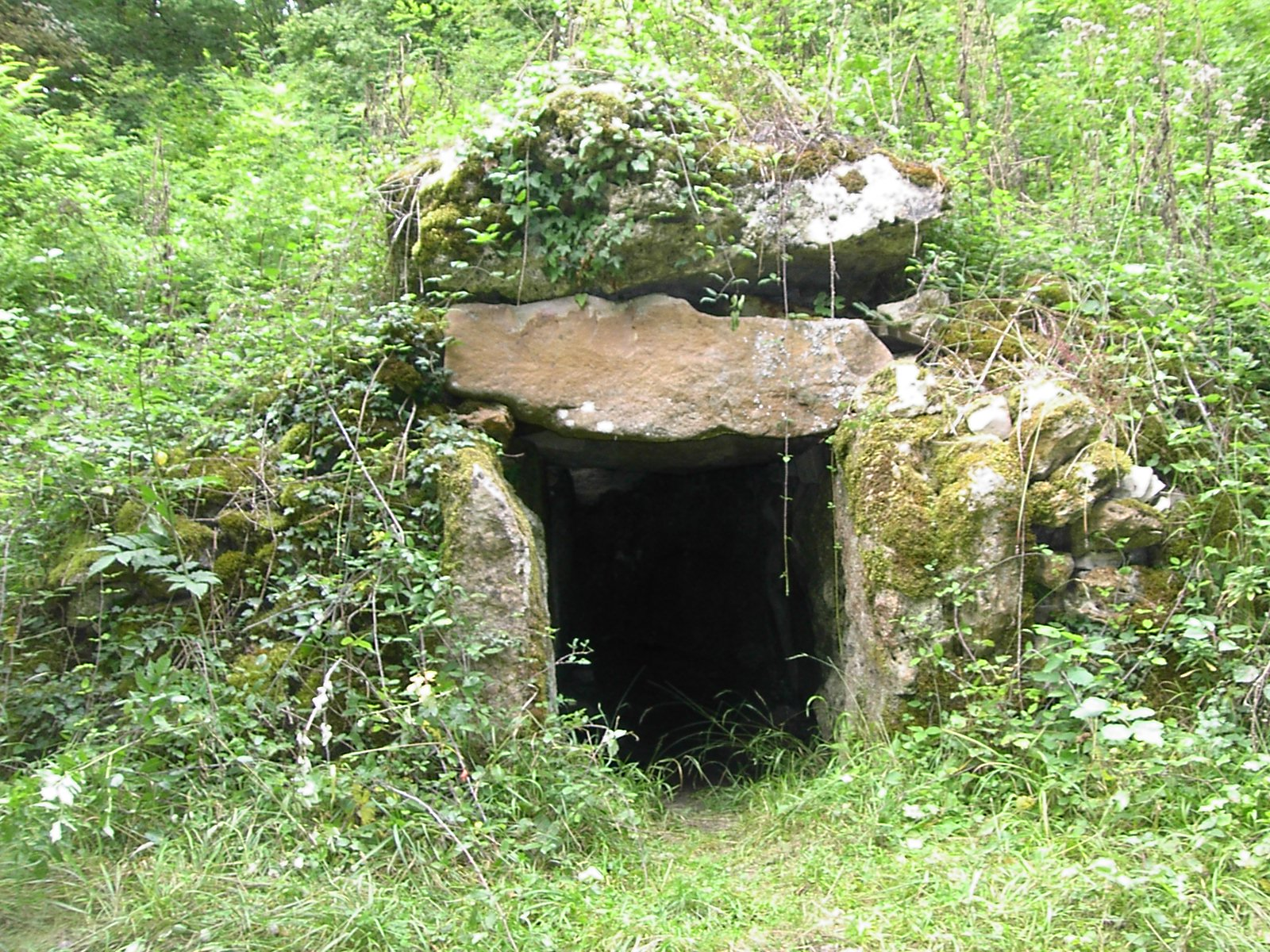
Allée couverte
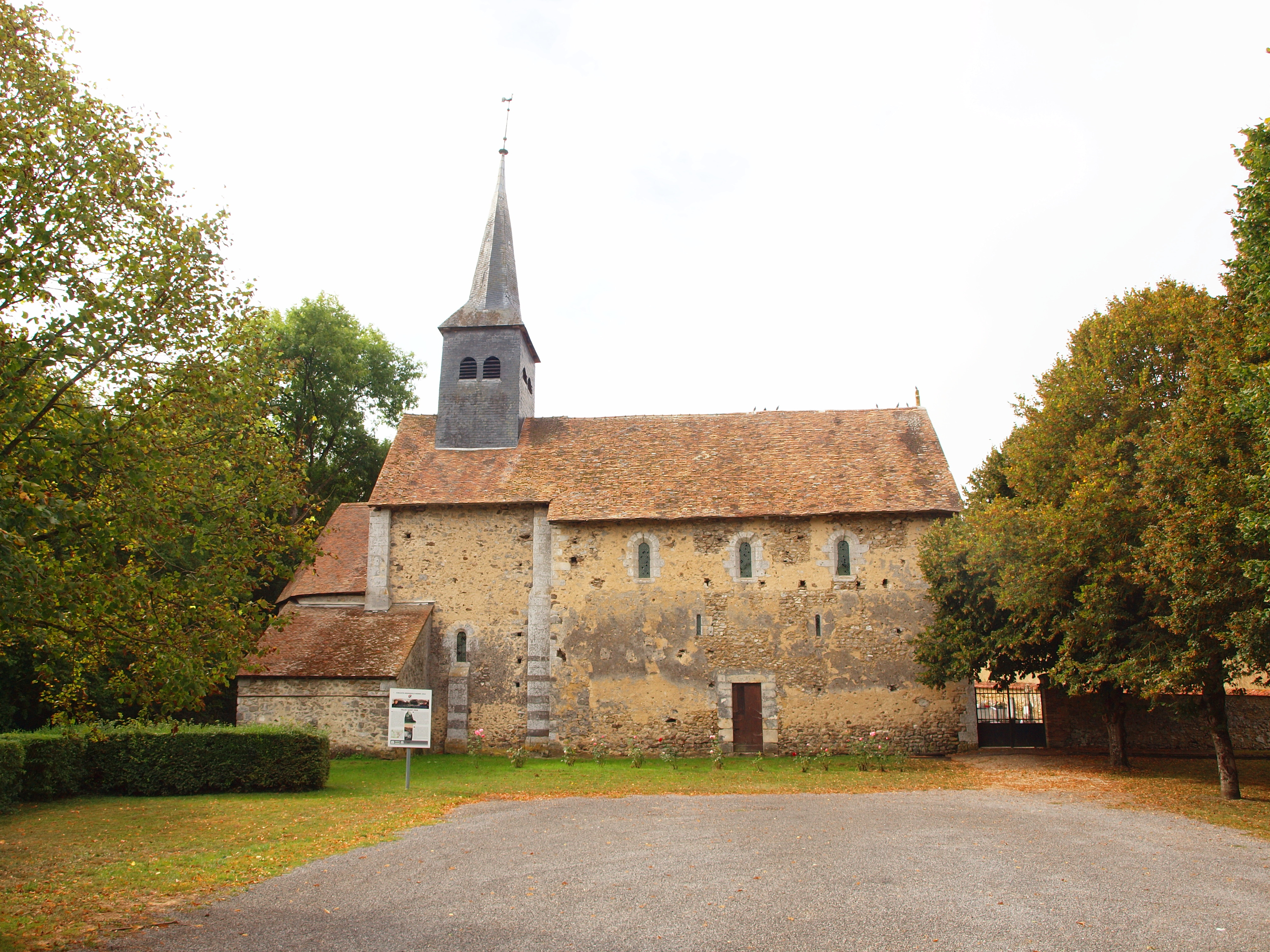
Kirche Saint-Prix
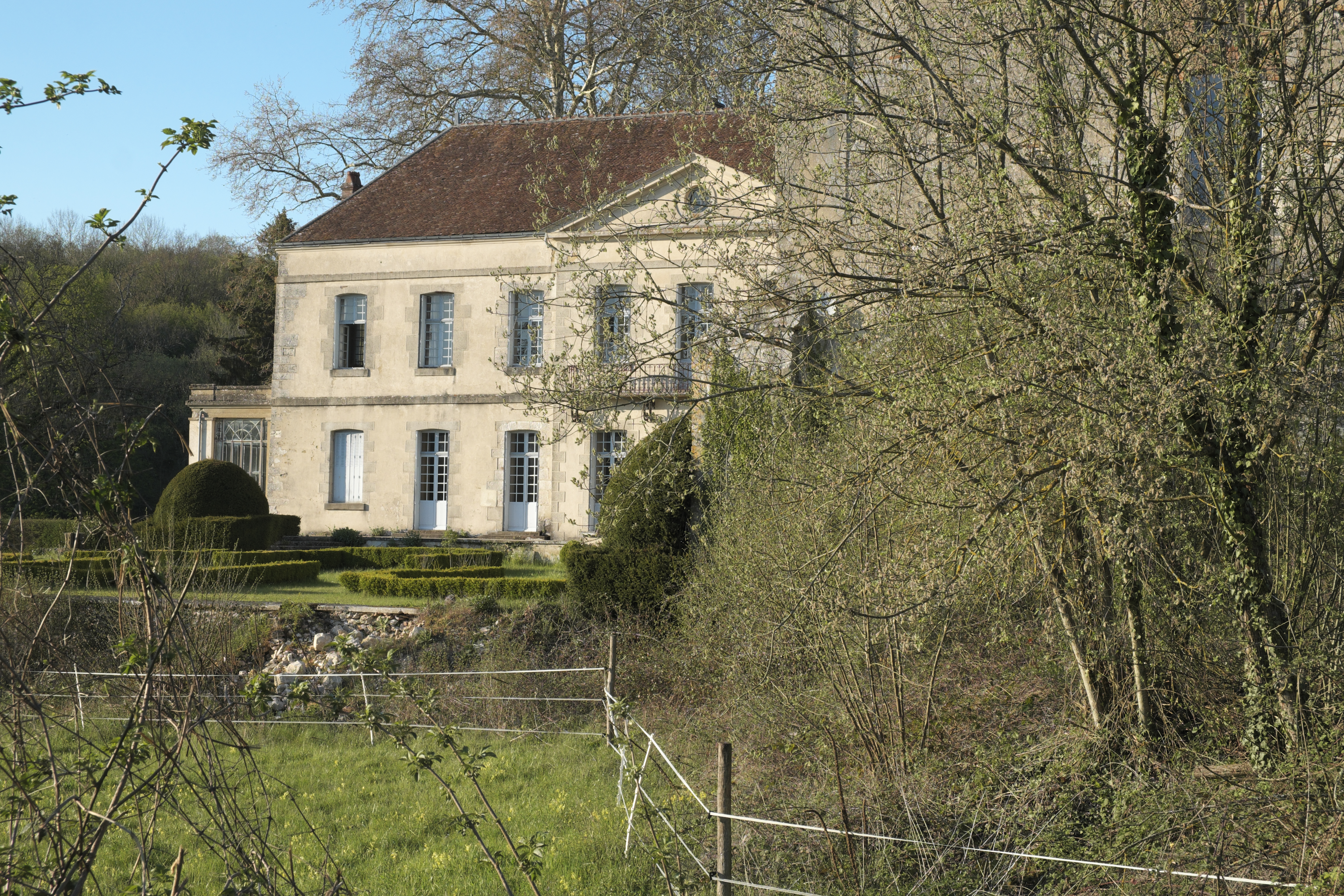
Kloster Notre-Dame von Le reclus

## Persönlichkeiten
- François Armand Gervaise (1660–1761 [möglw. auch 1751]), Karmelitenbruder, Kirchenhistoriker, hier gestorben
- Fernand Denis[1], Widerstandskämpfer, Ceux de la Résistance (CDLR), wurde hier geboren.